# Cepelos (Amarante)
Cepelos is een plaats (freguesia) in de Portugese gemeente Amarante en telt 1 539 inwoners (2001).